# Gonomyia protenta
Gonomyia protenta là một loài ruồi trong họ Limoniidae. Chúng phân bố ở miền Australasia.